# Почесні громадяни Ізмаїла
Почесний громадянин міста Ізмаїл — почесне звання, що присвоюється за видатний внесок в соціально-економічний розвиток міста Ізмаїла, винахідницьку та творчу діяльність, відкриття в науці, розвиток літератури, культури, мистецтва в місті, фізкультури і спорту, а також особам, які вчинили подвиг щодо захисту прав і свобод громадян від злочинних посягань, цивільний або військовий подвиг в ім'я батьківщини.

## Положення
Присвоєнню звання «Почесний громадянин міста Ізмаїл», як правило, передує нагородження почесним знаком «За заслуги перед містом».
Висування кандидатури для нагородження Почесною відзнакою здійснюється з ініціативи (клопотання) підприємств, установ, організацій міста незалежно від форми власності.
Попередній розгляд кандидатур, які представлені до нагородження званням «Почесний громадянин міста Ізмаїл», здійснюється комісією з попереднього розгляду питань про присвоєння почесних звань і виконкомом міської ради.
Міський голова від імені виконавчого комітету вносить пропозицію міській раді про кандидатуру на присвоєння звання «Почесний громадянин м. Ізмаїл». Остаточне рішення приймає міська рада.
Почесним громадянам міста Ізмаїл надаються пільги:
- безкоштовний проїзд в міському громадському транспорті (крім таксі);
- безкоштовне забезпечення побутовим паливом (в межах встановлених норм);
- звільнення від квартплати, плати за комунальні послуги.

Звання «Почесний громадянин міста Ізмаїл» присвоюється довічно і ім'я нагородженого вноситься до Книги пошани. Йому видається посвідчення і нагрудний знак «Почесний громадянин міста Ізмаїл».
Церемонія нагородження здійснюється в урочистій обстановці на святкуванні Дня міста з врученням стрічки «Почесний громадянин міста Ізмаїл», диплома і пам'ятного подарунка.

## Список почесних жителів міста Ізмаїла
| № з/п | Почесний громадянин           | Коротко про особу | Рішення про присвоєння звання                                                 | Рік присвоєння |
| ----- | ----------------------------- | --- | ----------------------------------------------------------------------------- | -------------- |
| 1     | Гурський Олексій Георгійович  | Голова Одеської обласної ради ветеранів війни та праці, голова комісії обласної ради з відновлення прав реабілітованих, колишній 1-й секретар Ізмаїльського міського комітету Компартії України, який займав цей пост в 1964—1978 рр. | Рішення Ізмаїльської міської ради народних депутатів № 148-ХХП від 29.09.1997 | 1997           |
| 2     | Мардашова Тетяна Іванівна     | Заслужений тренер України з легкої атлетики | Рішення Ізмаїльської міської ради народних депутатів № 148-ХХП від 29.09.1997 | 1997           |
| 3     | Гриненко Олексій Григорович   | Ветеран ВАТ «Українське Дунайське пароплавство», колишній капітан річкових і морських суден, капітан-наставник | Рішення Ізмаїльської міської ради народних депутатів № 148-ХХП від 29.09.1997 | 1997           |
| 4     | Сиромятникова Ганна Семенівна | Ветеран Великої Вітчизняної війни, кавалер орденів «Вітчизняної війни» 1-го ступеня, «Трудового Червоного Прапора», ветеран охорони здоров'я                                                                                          | Розпорядження міського голови № 807р від 01.10.1999                           | 1999           |
| 5     | Тупіцин Микола Арсентійович   | Учасник визволення Ізмаїла від німецько-фашистських загарбників | Розпорядження міського голови № 905р від 29.09.2000                           | 2000           |
| 6     | Крук Юрій Борисович           | Народний депутат України від 139-го виборчого округу | Розпорядження міського голови № 905р від 29.09.20р.                           | 2000           |
| 7     | Ніколаєв Михайло Миколайович  | Ветеран Великої Вітчизняної війни, кавалер орденів «Вітчизняної війни» II ступеня, «Богдана Хмельницького» III ступеня, член президії міської ради ветеранів                                                                          | Розпорядження міського голови № 708р від 01.10.2001                           | 2001           |
| 8     | Котельний Валентин Федорович  | Начальник Ізмаїльського морського торговельного порту | Розпорядження міського голови № 695р від 01.10.2002                           | 2002           |
| 9     | Суворов Петро Семенович       | Президент ВАТ «Українське Дунайське пароплавство» | Розпорядження міського голови № 531р від 30.09.2003                           | 2003           |
| 10    | Тичина Анатолій Костянтинович | Доктор історичних наук, професор, завідувач кафедри історії України Ізмаїльського державного гуманітарного університету | Рішення Ізмаїльської міської ради № 239-V від 28.09.2006                      | 2006           |
| 11    | Тєхів Олексій Федорович       | Заслужений працівник транспорту України, почесний працівник ВАТ «Українське Дунайське пароплавство» | Рішення Ізмаїльської міської ради № 826-V від 21.09.2007                      | 2007           |
| 12    | Єрмакова Віра Опанасівна      | ветеран праці, відмінник освіти | Рішення Ізмаїльської міської ради № 1548-V від 23.09.2008                     | 2008           |
| 13    | Євдокимова Емілія Миколаївна  | Директор обласного центру естетичного виховання | Рішення Ізмаїльської міської ради № 2476-V від 25.09.2009                     | 2009           |
| 14    | Євдокимов Леонід Миколайович  | Ветеран праці, учасник бойових дій в період Великої Вітчизняної війни | Рішення Ізмаїльської міської ради № 3576-V від 21.09.10                       | 2010           |
| 15    | Князєв Євгеній Миколайович    | Ветеран праці, віце-президент ВАТ «Українське Дунайське пароплавство» | Рішення Ізмаїльської міської ради № 3576-V від 21.09.10                       | 2010           |
| 16    | Агафангел (Саввін)            | Митрополит Одеський і Ізмаїльський | Рішення міської ради № 2412-VI от 27.09.2012                                  | 2012           |
| 17    | Важинський Гнат Ігнатович     | Голова Ізмаїльської міської ради народних депутатів з 1983 по 1990 рр. | Рішення міської ради № 2412-VI от27.09.2012                                   | 2012           |
| 18    | Чакир Петро Петрович          | Член національної спілки художників України, заслужений художник України | Рішення міської ради № 2412-VI от27.09.2012                                   | 2012           |
| 19    | Колесніков Анатолій Юхимович  | Капітан порту Ізмаїл | Рішення міської ради № 3929-VII від 31.09.2018                                | 2018           |
| 20    | Зарудняк Олександр Андрійович | кандидат філологічних наук, доцент кафедри української мови та літератури Ізмаїльського державного гуманітарного університету | Рішення міської ради № 5591-VII від 06.09.2019                                | 2019           |
| 21    | Клевак Марія Іванівна         | лікар-педіатр педіатричного відділення КНП Ізмаїльської міської ради «Ізмаїльська міська центральна лікарня» | Рішення міської ради № 7267-VII від 18.09.2020                                | 2020           |